# Chrysothyridia invertalis
Chrysothyridia invertalis là một loài bướm đêm trong họ Crambidae.